# Nova Santa Helena
Nova Santa Helena is een gemeente in de Braziliaanse deelstaat Mato Grosso. De gemeente telt 3.473 inwoners (schatting 2009).